# Formatie van Echteld
De Formatie van Echteld of Echteld Formatie (sic, afkorting: EC) is een jonge geologische formatie in Nederland. De formatie bestaat uit rivierafzettingen uit het Holoceen (ongeveer vanaf 10.000 jaar geleden gevormd). Ze ligt in grote delen van Midden-Nederland aan de oppervlakte, waar ze werd afgezet door de Rijn, Maas en IJssel en hun huidige en vroegere vertakkingen.

## Lithologie en faciesverschillen
De Formatie van Echteld bestaat uit klei, silt, zand en grind, afhankelijk van de manier van afzetting. Lokaal kunnen lagen veen, gyttja of schelpenbanken voorkomen.
De aard van riviersedimenten hangt af van de facies, de wijze waarop ze werden afgezet. In het Nederlandse rivierengebied hebben de rivieren zeer veel ruimte waardoor de rivierlopen zich in de loop van duizenden jaren ver konden verleggen. Een groot gedeelte van het rivierengebied bestaat uit komgrond, waar klei de voornaamste afzetting vormt. Deze kan siltig zijn en veel organisch materiaal (humus) bevatten. In geulen werd juist zand en grind afgezet. Wanneer een geul inactief wordt, wordt hij opgevuld met klei of veen. Oever- en crevasse-afzettingen vormen de stroomruggen in het landschap, ze bestaan uit meestal gelaagde ziltige klei met zandige lagen en bevat vaak zoetwaterschelpen. Lokaal komen afzettingen van dijkdoorbraken (slecht gesorteerd zand, klei en grind) voor. In de buurt van de mondingen van de rivieren komen soms delta-achtige afzettingen voor van lagen klei en zand. Ze zijn gevormd in estuaria zoals de Biesbosch, waar bij vloed zout of brak water de riviermondingen instroomt. In deze afzettingen komen ook mariene schelpensoorten voor.

## Stratigrafie
De Formatie van Echteld is ten dele gelijktijdig afgezet met de formaties van Naaldwijk (mariene klei en zand) en Nieuwkoop (laagveen). De drie formaties kunnen daarom vertand in de Nederlandse ondergrond aanwezig zijn. In het westen van Nederland liggen lagen van de formaties van Nieuwkoop en Naaldwijk vaak over de Formatie van Echteld heen. Plaatselijk kan de Formatie van Echteld ook onder rivierduinen van het Laagpakket van Delwijnen (Formatie van Boxtel) liggen. Afzettingen van de Maas worden ten zuiden van Gennep tot de Formatie van Beegden gerekend.
De Formatie van Echteld ligt meestal boven op de Formatie van Kreftenheye, die bestaat uit Pleistoceen (ouder) fluviatiel zand en klei. De formaties zijn te onderscheiden omdat de Formatie van Kreftenheye minder organisch materiaal bevat en de klei van deze formatie stugger is. In het noorden kan de Formatie van Echteld op de in het Saalien door en langs gletsjers afgezette afzettingen van de Formatie van Drente liggen.